# アイノマテリアル/アイスドロップ
『アイノマテリアル/アイスドロップ』は、2023年1月18日にリリースされたスマホゲーム『プロジェクトセカイ カラフルステージ! feat. 初音ミク』内ユニット「MORE MORE JUMP!」の3rdシングル。

## 概要
2ndシングル『Color of Drops/天使のクローバー』以来、約1年ぶりのリリースとなる。2023年1月18日にシングルCDがブシロードミュージックより発売され、また同日に配信シングルがKarenTより配信された。同ユニットに書き下ろされたJunkyの楽曲『アイノマテリアル』と、aqu3raの楽曲『アイスドロップ』を収録している。

## 収録内容
1. アイノマテリアル [4:38]
歌：MORE MORE JUMP![メンバー 1] × MEIKO
作詞・作曲・編曲：Junky
2. アイスドロップ [3:47]
歌：MORE MORE JUMP![メンバー 1] × 鏡音レン
作詞・作曲・編曲：aqu3ra
3. アイノマテリアル（instrumental）
4. アイスドロップ（instrumental）

## 収録曲

### アイノマテリアル
「アイノマテリアル」は、Junkyのオリジナル楽曲で、ゲーム『プロジェクトセカイ カラフルステージ! feat. 初音ミク』内のユニット「MORE MORE JUMP!」に書き下ろされた。
ゲーム内
2021年5月21日、イベント「頑張るあなたにBreak Time！」の開催とともに同ゲームのリズムゲーム楽曲として追加。MORE MORE JUMP!とMEIKOが歌うセカイver.と、初音ミクと鏡音リンが歌うバーチャルシンガーver.の2つの音源でプレイが可能となった。また、「アナザーボーカルショップ」では、 花里みのりのアナザーボーカルver.が登場した。
楽曲・ミュージックビデオ
ミュージックビデオが、JunkyのYouTubeチャンネルにて2021年5月29日から公開されている。翌日5月30日には鏡音リンのソロボーカル「Acoustic ver.」がJunkyのTwitterアカウントより公開された。
収録・リリース
※本CD以外
アルバム
- 『セカイシンフォニー Sekai Symphony 2021 Live CD』（2022年3月30日発売、東京フィルハーモニー交響楽団・セカイシンフォニースペシャルバンド、ワーナーミュージック・ジャパン（WPCL-13354/5））[8]
- MORE MORE JUMP!『プロジェクトセカイ カラフルステージ！ feat. 初音ミク アナザーボーカルアルバム MORE MORE JUMP!』[注 1]（CD[9]：2024年6月19日発売、セガ（4580779540526）、配信：2025年3月31日発売、KarenT（KRHS-60751））

### アイスドロップ
「アイスドロップ」は、aqu3raのオリジナル楽曲で、ゲーム『プロジェクトセカイ カラフルステージ! feat. 初音ミク』内のユニット「MORE MORE JUMP!」に書き下ろされた。
ゲーム内
2021年8月18日、同ゲームのリズムゲーム楽曲として追加。MORE MORE JUMP!と鏡音レンが歌うセカイver.と、初音ミクが歌うバーチャルシンガーver.の2つの音源でプレイが可能となった。また、「アナザーボーカルショップ」では、 桃井愛莉のアナザーボーカルver.が登場した。
楽曲・ミュージックビデオ
ミュージックビデオが、aqu3raのチャンネルでニコニコ動画とYouTubeでともに2021年8月18日から公開されている。
収録・リリース
※本CD以外
配信
- Aqu3ra『アイスドロップ / feat. 初音ミク』（2022年3月25日発売）

アルバム
- Aqu3ra 1stアルバム『planetarium』（2022年11月22日発売）
- MORE MORE JUMP!『プロジェクトセカイ カラフルステージ！ feat. 初音ミク アナザーボーカルアルバム MORE MORE JUMP!』[注 2]（CD[9]：2024年6月19日発売、セガ（4580779540526）、配信：2025年3月31日発売、KarenT（KRHS-60751））